# Arctia konewkaii
Arctia konewkaii là một loài bướm đêm thuộc phân họ Arctiinae, họ Erebidae.